# 크리스타

크리스타의 구조

크리스타(Crista)는 미토콘드리아의 내막으로, 접힌 구조를 가진다. 크리스타에는 ATP 합성효소와 시토크롬을 포함한 다양한 막단백질이 존재하는데, 이들은 전자 전달에 관여한다. 크리스타의 접혀진 구조는 수소 이온 수송이나, 전자 전달, ATP합성에 있어 큰 효율을 얻을 수 있다.

## 전자 전달계
미토콘드리아 기질에서 TCA회로를 통해 공급받은 NADH와 FADH2는 내막의 효소에 의해 수소이온을 내 놓으며 산화된다. 이 때 방출된 고에너지의 전자가 전자 전달 효소 복합체를 지나며 단계적으로 에너지를 방출한다. 이렇게 방출된 에너지는 수소이온을 막간공간(내막과 외막 사이의 공간)으로 능동수송한다. 그 결과 내막을 경계로 미토콘드리아 기질(내막)과 외막 사이에 수소이온의 농도 기울기가 발생하며, 막간공간의 수소이온이 ATP 합성효소를 통해 확산 및 전계 이동되어 미토콘드리아 기질로 들어올 때 ATP이 합성된다. 한편, 전자 전달계를 지난 전자는 산소와 수소이온과 만나 물분자를 형성한다.

## 참고 문헌
- 캠밸 생명과학9판 출판사 : (주)바이오사이언스출판 저자 : Jane B. Reece/대표역자:전상학 ISBN : 9788992709651